# Sternotomis centralis
Sternotomis centralis là một loài bọ cánh cứng trong họ Cerambycidae.